# Isabel Atkin
Isabel Atkin (ur. 21 czerwca 1998 w Bostonie w Stanach Zjednoczonych) – brytyjska narciarka dowolna, specjalizująca się w slopestyle’u oraz big airze, brązowa medalistka mistrzostw świata.

## Kariera
Po raz pierwszy na arenie międzynarodowej pojawiła się 19 marca 2013 roku w Sun Valley, gdzie w zawodach Nor-Am Cup była siódma w half-pipie. W 2013 roku wystąpiła na mistrzostwach świata juniorów w Valmalenco, gdzie zajęła dziewiąte miejsce w slopestyle’u. W Pucharze Świata zadebiutowała 25 sierpnia 2013 roku w Cardronie, zajmując 21. pozycję. Tym samym już w swoim debiucie zdobyła pierwsze pucharowe punkty. Na podium zawodów tego cyklu po raz pierwszy znalazła się 3 marca 2017 roku w Silvaplanie, kończąc rywalizację w slopestyle’u na trzeciej pozycji. Wyprzedziła tam Szwedkę Emmę Dahlström i Mathilde Gremaud ze Szwajcarii. Najlepsze wyniki osiągnęła w sezonie 2016/2017, kiedy to zajęła 24. miejsce w klasyfikacji generalnej, a w klasyfikacji slopestyle’u była czwarta. W 2017 roku wystartowała na mistrzostwach świata w Sierra Nevada zdobywając brązowy medal w swej koronnej konkurencji. W zawodach tych wyprzedziły ją tylko Francuzka Tess Ledeux i Emma Dahlström. Wynik ten powtórzyła na rozgrywanych rok później igrzyskach olimpijskich w Pjongczangu. Tym razem lepsze okazały się dwie Szwajcarki: Sarah Höfflin i Mathilde Gremaud. Kolejny brązowy medal zdobyła na mistrzostwach świata w Park City, w 2019 roku, w big airze. Tym razem lepsze od Brytyjki okazały się Francuzka Tess Ledeux oraz Amerykanka Julia Krass.
Jest dwukrotną srebrną medalistką zawodów X Games. Oba medale zdobyła w slopestyle’u podczas Winter X Games 22 oraz Winter X Games 25.
Jej młodsza siostra, Zoe Atkin, także uprawia narciarstwo dowolne.

## Osiągnięcia

### Igrzyska olimpijskie
| Miejsce | Dzień     | Rok  | Miejscowość | Konkurencja | Zwyciężczyni  |
| ------- | --------- | ---- | ----------- | ----------- | ------------- |
| 3.      | 17 lutego | 2018 | Pjongczang  | Slopestyle  | Sarah Höfflin |

### Mistrzostwa świata
| Miejsce | Dzień    | Rok  | Miejscowość   | Konkurencja | Zwyciężczyni        |
| ------- | -------- | ---- | ------------- | ----------- | ------------------- |
| 3.      | 19 marca | 2017 | Sierra Nevada | Slopestyle  | Tess Ledeux         |
| 3.      | 2 lutego | 2019 | Park City     | Big air     | Tess Ledeux         |
| 14.     | 13 marca | 2021 | Aspen         | Slopestyle  | Eileen Gu           |
| 14.     | 16 marca | 2021 | Aspen         | Big air     | Anastasija Tatalina |

### Puchar Świata

#### Miejsca w klasyfikacji generalnej
- sezon 2013/2014: 168.
- sezon 2014/2015: 70.
- sezon 2015/2016: 36.
- sezon 2016/2017: 24.
- sezon 2017/2018: 56.
- sezon 2018/2019: 74.
- sezon 2019/2020: 83.

Od sezonu 2020/2021 klasyfikacja generalna została zastąpiona przez klasyfikację Park & Pipe (OPP), łączącą slopestyle, halfpipe oraz big air.
- sezon 2020/2021: 45.
- sezon 2021/2022: 67.

#### Miejsca na podium w zawodach
1. Silvaplana – 3 marca 2017 (slopestyle) – 1. miejsce
2. Snowmass – 13 stycznia 2018 (slopestyle) – 3. miejsce
3. Seiser Alm – 16 marca 2018 (slopestyle) – 2. miejsce
4. Atlanta – 21 grudnia 2019 (big air) – 3. miejsce
5. Mammoth Mountain – 31 stycznia 2020 (slopestyle) – 2. miejsce